# リンカーン郡 (オクラホマ州)
リンカーン郡（リンカーンぐん、英: Lincoln County）は、アメリカ合衆国オクラホマ州の中央部に位置する郡である。2010年国勢調査での人口は34,273人であり、2000年の32,080人から6.8％増加した。郡庁所在地はチャンドラー市（人口3,100人）であり、同郡で人口最大の都市でもある。リンカーン郡は、オクラホマシティ大都市圏に属している。
オクラホマ州の人口重心が郡内スパークスの町中にある。

## 歴史
現在のリーンカーン郡を含む地域ではオーセージ族インディアンが狩猟を行っていたが、1825年の条約でその土地をアメリカ合衆国政府に譲渡した。合衆国政府はその後クリーク族とセミノール族をアメリカ合衆国南東部から移住させて、この地域に入らせた。南北戦争後の1866年、これらの部族は戦中にアメリカ連合国に味方していたのでレコンストラクション政策でこれらの土地を諦めさせられた。
合衆国政府はその後サック・アンド・フォックス族、ポタワトミー族、キカプー族およびアイオワ族にこの土地を使わせた。1870年、サック・アンド・フォックス族の機関が現在のリンカーン郡東端に設立され、この地域では初めての開拓地になった。
1890年、ジェローム委員会が地域の部族と交渉し、キカプー族を除いて土地の割り当てに合意した。インディアンの土地は部族員の個々に割り当てられ、余った分は1891年のランドラッシュで白人開拓者に解放された。前もって郡庁所在地に指定されていたチャンドラーの町では、その年後半に別のランドラッシュが行われた。リンカーン郡が組織され、当初は"A"郡と呼ばれた。1895年、キカプー族が土地の割り当てに合意し、1895年のランドラッシュで残りの土地が白人開拓者に割り当てられた。
リンカーン郡住民はエイブラハム・リンカーン大統領を讃えて郡名にすることを選んで。他の候補としてはサック・アンド・フォックスやスプリンガーがあった。

## 地理
アメリカ合衆国国勢調査局に拠れば、郡域全面積は966平方マイル (2,501 km2)であり、このうち陸地958平方マイル (2,481 km2)、水域は8平方マイル (21 km2)で水域率は0.82％である。

### 主要高規格道路
- 州間高速道路44号線
- アメリカ国道62号線
- アメリカ国道177号線
- アメリカ国道377号線
- オクラホマ州道18号線
- オクラホマ州道66号線
- オクラホマ州道99号線

### 隣接する郡
- ペイン郡 - 北
- クリーク郡 - 北東
- オクフスキー郡 - 南東
- ポタワトミー郡 - 南
- オクラホマ郡 - 南西
- ローガン郡 - 北西

## 人口動態

人口ピラミッド

以下は2000年の国勢調査による人口統計データである。
| 基礎データ - 人口: 32,080人 - 世帯数: 12,178 世帯 - 家族数: 9,121 家族 - 人口密度: 13人/km2（34人/mi2） - 住居数: 13,712軒 - 住居密度: 6軒/km2（14軒/mi2） 人種別人口構成 - 白人: 86.43% - アフリカン・アメリカン: 2.46% - ネイティブ・アメリカン: 6.57% - アジア人: 0.25% - 太平洋諸島系: 0.02% - その他の人種: 0.45% - 混血: 3.82% - ヒスパニック・ラテン系: 1.51% 年齢別人口構成 - 18歳未満: 27.4% - 18-24歳: 7.8% - 25-44歳: 26.7% - 45-64歳: 24.1% - 65歳以上: 13.9% - 年齢の中央値: 38歳 - 性比（女性100人あたり男性の人口） - 総人口: 97.3 - 18歳以上: 94.5 | 世帯と家族（対世帯数） - 18歳未満の子供がいる: 34.1% - 結婚・同居している夫婦: 61.5% - 未婚・離婚・死別女性が世帯主: 9.2% - 非家族世帯: 25.1% - 単身世帯: 22.4% - 65歳以上の老人1人暮らし: 10.5% - 平均構成人数 - 世帯: 2.59人 - 家族: 3.03人 収入と家計 - 収入の中央値 - 世帯: 31,187米ドル - 家族: 36,310米ドル - 性別 - 男性: 28,647米ドル - 女性: 20,099米ドル - 人口1人あたり収入: 14,890米ドル - 貧困線以下 - 対人口: 14.5% - 対家族数: 11.1% - 18歳未満: 17.9% - 65歳以上: 12.1% |

## 都市と町

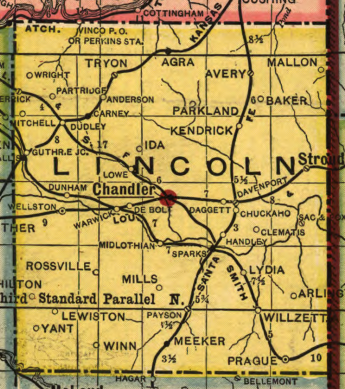
1905年のリンカーン郡図、現在は無い町、郵便局、鉄道も入っている

| - アグラ - アベリー - カーニー - チャンドラー - 郡庁所在地 - ダベンポート | - ファリス - ジャックタウン - ケンドリック - ミーカー - パークランド - プラーグ | - ストラウド - スパークス - トライアン - ウォリック - ウェルストン |